# Брейди, Мэтью
Мэтью Бенджамин Брейди или Мэтью Брэди (англ. Mathew Benjamin Brady; ок. 1823, Нью-Йорк — 15 января 1896, Нью-Йорк) — один из самых знаменитых американских фотографов XIX века. Наиболее известные работы — портреты знаменитостей и фотографии американской гражданской войны. Ему приписывают звание отца фотожурналистики.

## Биография
Брейди родился в округе Уоррен, Нью-Йорк, в семье ирландских иммигрантов Эндрю и Джулии Брейди. Будущий фотограф переехал в округ Саратога, Нью-Йорк в возрасте 16 лет. В 1841 году[уточнить] художественные способности Брейди позволили ему поступить учиться у квалифицированного специалиста Сэмюэля Морзе. В 1844 году у него появилась своя студия фотографии в Нью-Йорке. Брейди начал выставлять свои портреты знаменитых американцев.
В 1849 году Брейди открыл студию в Вашингтоне, округ Колумбия, где он встретил Джулию Хэнди, на которой женился в 1850 году.
Ранние работы Брейди были выполнены в технике дагерротипа, и он получил множество наград за свои работы. В 1850-е годы на смену дагеротипии пришла амбротипия, ставшая популярной. Фотографии делались на больших стеклянных негативах — эта техника стала наиболее часто используемой во время гражданской войны.
В 1850 году Брейди создал Галерею выдающихся американцев — коллекцию портретов выдающихся современных деятелей. В 1859 году парижский фотограф Андре-Адольф-Эжен Дисдери популяризирует карточки de Visite и эти маленькие фотографии (размером с визитную карточку) быстро становятся популярной новинкой — тысячи таких изображений были созданы и проданы в Соединённых Штатах и Европе.
В 1856 году Брейди создал первую рекламу, поместив объявление в «New York Herald», предлагающее бумагу для производства «фотографии, амбротипов и дагерротипов». Новинкой его рекламы было то, что впервые шрифты отличались от текста самой газеты и от других рекламных объявлений.
Умер в нищете 15 января 1896 года в Нью-Йорке, похоронен на Кладбище Конгресса.

## Гражданская война в фотографиях
Мэттью Брейди сделал тысячи фотографий Американской гражданской войны. Многое из того, что известно сегодня о Гражданской войне, исходит от этих фотографий. Есть тысячи фотографий в Национальном архиве, принятые от Брейди и его соратников: Александра Гарднера, Джорджа Барнарда и Тимоти О’Салливана. На фотографиях изображены Авраам Линкольн, генерал Грант, а также простые солдаты. Снимки дают живописные перекрёстные виды истории американской гражданской войны. Брейди не мог делать фотографии батальных сцен, так как фотографическое оборудование в те дни ещё не было достаточно совершенным.
- Солдат охраны арсенала, Вашингтон, округ Колумбия, 1862
- 7-й Нью-Йоркский пехотный полк, 1860-е
- «Атланта» на реке Джеймс после захвата, 1860-е
- Форт Фишер, Северная Каролина, 1860-е
- 17-й Нью-Йоркский пехотный полк на параде, начало 1860-х
- Авраам Линкольн, 1864
- Улисс Грант, 1864